# 文知摺
文知摺（もちずり）は、福島県福島市に古代より伝わる染色技法である。文字摺（もぢずり・もじずり）と表記されることもある。

## 概要
平安時代に詠まれた古今和歌集の中にも「みちのくの 忍ぶもちずり 誰ゆえに みだれそめにし 我ならなくに」（河原左大臣 源融）という歌が登場する。
文知摺とは現在の福島市に古くからある染色技法で、草木汁で乱れた菱形文様に染めた絹織物のことである。福島県福島市の地名にもとられ、この地名としての文知摺は、その染色が盛んな地域であったことから地名としても定着したと考えられている。

## 地名
現在、「文知摺」「もちずり」とは、主に福島市東部地域を差し示している。福島市役所東部支所管轄内の公共・民間施設や東部地域における催事等で名称への利用が見られる（例：もちずり学習センター、文知摺郵便局など）。以前には東部支所管轄の地域名の候補のひとつでもあった。
行政地名としては、福島市山口の小字「文知摺前」「文字摺」が存在する。